# Viajes del tesoro de la dinastía Ming

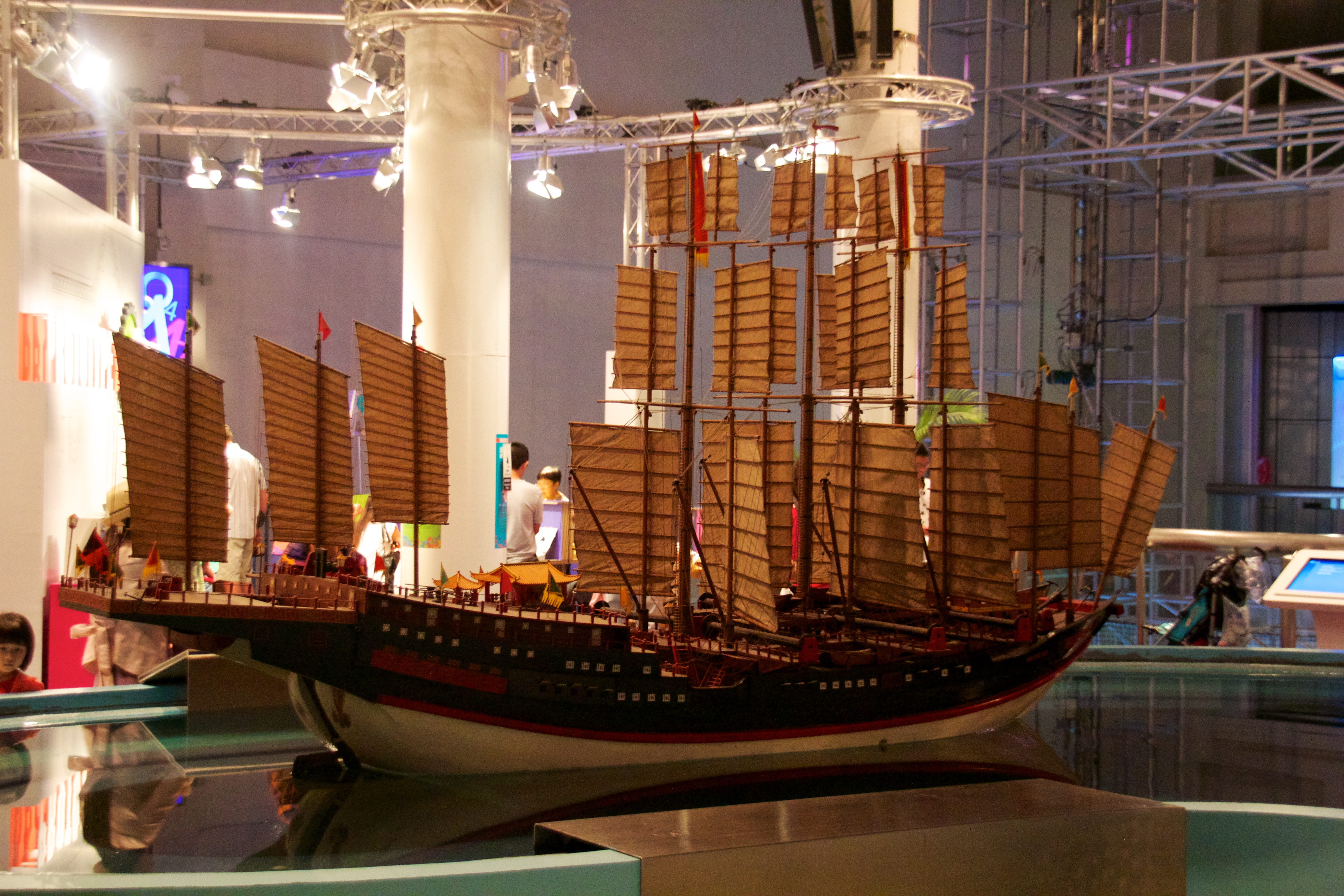
Barco del tesoro de Zheng He

Los viajes del tesoro de la dinastía Ming fueron las siete expediciones marítimas de la Flota de Tesoro de la dinastía china Ming entre 1405 y 1433. El emperador Yongle ordenó la construcción de la flota del tesoro en 1403. El gran proyecto dio como resultado siete viajes oceánicos de largo alcance a los territorios costeros y las islas en y alrededor del Mar de la China Meridional, el Océano Índico y más allá. El almirante Zheng He fue comisionado para comandar la Flota del Tesoro para las expediciones. Seis de los viajes ocurrieron durante el reinado de Yongle (r. 1402-1424), mientras que el séptimo viaje ocurrió bajo el reinado de Xuande (r. 1425-1435). Los primeros tres viajes alcanzaron Calicut en la costa de Malabar, en el sudoeste de la India, mientras que el cuarto viaje fue tan lejos como Ormuz en el Golfo Pérsico. En los tres últimos viajes, la flota hizo viajes más lejanos a la Península arábiga y África Oriental.
La flota expedicionaria china estaba fuertemente militarizada y transportaba grandes cantidades de tesoros, que servían para proyectar el poder y la riqueza chinos al mundo conocido. Trajeron de vuelta a muchos embajadores extranjeros cuyos reyes y gobernantes estaban dispuestos a declararse tributarios de China. En el transcurso de los viajes, destruyeron la flota pirata de Chen Zuyi en Palembang, capturaron el reino cingalés de Kotte del rey Alakeshvara y derrotaron a las fuerzas del pretendiente al trono semudera Sekandar en el norte de Sumatra. Las hazañas marítimas chinas llevaron a muchos países al sistema tributario chino y a la esfera de influencia de China a través de la supremacía militar y política, incorporando así a estos estados al gran orden mundial chino bajo la suzeranía Ming. Además, los chinos reestructuraron y establecieron el control sobre una extensa red marítima en la que la región se integró y sus naciones se interconectaron a nivel económico y político.
Los viajes del tesoro de la dinastía Ming estuvieron liderados y supervisados por el estamento de los eunucos, cuya influencia política dependía en gran medida del favor imperial. Dentro del sistema estatal imperial de la China Ming, los funcionarios civiles eran los principales oponentes políticos de los eunucos y la facción contraria a las expediciones. Hacia el final de los viajes marítimos, el gobierno civil se impuso dentro de la burocracia estatal, mientras que los eunucos cayeron gradualmente en desgracia tras la muerte del emperador Yongle y perdieron la autoridad para llevar a cabo estas empresas a gran escala. Además, autoridades y élites locales tenían intereses económicos antagónicos al control estatal central del comercio, ya que la empresa marítima patrocinada por el Estado había sido clave para contrarrestar el comercio privado localizado.
En el transcurso de estos viajes marítimos, la China Ming se convirtió en la potencia naval preeminente al proyectar su poder marítimo más al sur y al oeste. Aún se debate ampliamente sobre cuestiones como el propósito real de los viajes, el tamaño de los barcos, la magnitud de la flota, las rutas tomadas, las cartas náuticas empleadas, los países visitados y la carga transportada.

## Antecedentes

### Creación de la flota

Pintura del emperador Yongle, fechada en la dinastía Ming (Museo Nacional del Palacio)

El 17 de julio de 1402, en la China Ming, Zhu Di, príncipe de Yan, ascendió al trono como emperador Yongle. Heredó una poderosa armada de su padre, el emperador Hongwu, y la desarrolló aún más como instrumento para una política expansiva de ultramar. El Taizong Shilu incluye 24 breves menciones sobre los encargos imperiales de construcción de barcos, con cifras que apuntan al menos a 2.868 barcos, entre 1403 y 1419. En el transcurso de 1403, se ordenó a los gobiernos provinciales de Fujian, Jiangxi, Zhejiang y Huguang, así como a las guarniciones militares de Nanjing, Suzhou y otras ciudades, que comenzaran a construir barcos.
Bajo el reinado del emperador Yongle, la China Ming experimentó un expansionismo militarista con empresas como los viajes del tesoro. En 1403, emitió una orden imperial para iniciar el inmenso proyecto de construcción de la flota del tesoro. La flota era conocida como la Xiafan Guanjun (下番官軍; «armada expedicionaria extranjera»), su denominación original, en las fuentes chinas. Llegó a estar formada por muchos barcos comerciales, de guerra y de apoyo. El astillero de Longjiang fue el lugar de construcción de muchos de los barcos de la flota, incluidos todos los barcos del tesoro. Estaba situado en el río Qinhuai, cerca de Nanjing, donde desemboca en el río Yangtsé. Se talaron muchos árboles a lo largo del río Min y en el curso superior del Yangtsé para suministrar los recursos necesarios para la construcción de la flota. También se reconvirtieron barcos existentes para que sirvieran en la flota para los viajes, pero esto sólo puede decirse con certeza de 249 barcos encargados en 1407.
Los oficiales de alto rango de la flota, como el almirante Zheng He, pertenecían al estamento de los eunucos. Antes de comandar las expediciones, Zheng ocupó el cargo de Gran Director en la Dirección de Sirvientes de Palacio, un departamento dominado por eunucos. El emperador depositó una gran confianza en Zheng y lo nombró comandante de la flota. Incluso le dio pergaminos en blanco con su sello para que emitiera órdenes imperiales en altamar. Los otros oficiales principales, como Wang Jinghong, Hou Xian, Li Xing, Zhu Liang, Zhou Man, Hong Bao, Yang Zhen, Zhang Da y Wu Zhong, eran eunucos de la corte empleados en la administración civil. El resto de la tripulación procedía predominantemente del ejército Ming y se reclutaba sobre todo en Fujian.